# Шека Іван Арсенович
Іва́н Арсе́нович Ше́ка (16.10.1907-13.11.1999) — український хімік. Член-кореспондент АН УРСР (1967).

## Біографія
Народився в селі Гайчул (зараз Запорізька область, Більмацький район).
1929 року закінчив Миколаївський інститут народної освіти. З 1933 року працював у Інституті хімії АН УРСР. У 1954—1987 роках завідував відділом інституту. 1967 року обраний членом-кореспондентом АН УРСР. З 1987 року — радник при дирекції інституту.
У 1954—1956 роках за сумісництвом завідував кафедрою загальної та неорганічної хімії Київського хіміко-технологічного інституту харчової промисловості.
Був учасником радянсько-німецької війни 1941—1945 років. У 1940—1991 роках був членом КПРС.

## Науковий внесок
Праці стосуються фізичної хімії неводних розчинів, хімії простих і комплексних сполук, розробки технологій очищення рідкісних елементів. Брав участь у розробці процесів отримання індію та металевих порошків цирконію й ніобію. Доклався до поліпшення виробництва оксиду цирконію й чистих сполук гафнію.
І.Шека — автор 460 наукових праць, 4 монографій (зокрема, «Хімія неводних розчинів», «Елекролітичне вилучення рідкісних металів з неводних розчинів» (1936), присвячених фізичній хімії неводних розчинів, хімії простих і комплексних сполук, розробці нових технологій. Вчений — автор близько 50 авторських свідоцтв на винаходи, що спрямовані на розробку та удосконалення технології одержання рідкісних металів (зокрема, впроваджено у виробництво ряд технологічних процесів одержання металічних порошків цирконію та ніобію, удосконалено виробництво діоксиду цирконію і екстракційне одержання чистих сполук гафнію). Також І.Шека виконав масштабний цикл досліджень з вивчення сполук галогенидів алюмінію з галогенідами лужних металів, сурми та органічних сполук, розробив новий метод фізико-хімічного аналізу неводних розчинів, оснований на змінах полярних властивостей молекул при комплексоутворенні, провів систематичні дослідження залежності дипольних моментів і молярної рефракції комплексних сполук від положення центрального іона в періодичній системі.

## Нагороди
- Державна премія УРСР в галузі науки і техніки за роботу «Фізико-хімічні основи, технологія та промислове освоєння виробництва надчистих металів /ртуть, кадмій, цинк, свинець, вісмут, галій, індій; талій, телур/» (1986)[2]
- Орден Вітчизняної війни 2-го ступеня
- 2 ордени Трудового Червоного Прапора
- Інші ордени та медалі